# لوید کیزر
لوید کیزر (انگلیسی: Lloyd Keaser؛ زادهٔ ۹ فوریه ۱۹۵۰) کشتی‌گیر اهل ایالات متحده آمریکا بود.
وی در مسابقات کشوری و بین‌المللی در مجموع برندهٔ ۲ مدال طلا، ۱ مدال نقره شده‌است.